# Пол Аржириадес
Павлос Аргириадис или Пол Аржириадес (на френски: Paul Argyriadès, Пол Аржириадес; на гръцки: Παύλος Αργυριάδης, Павлос Аргириадис или Παναγιώτης Αργυριάδης, Панайотис Аргириадис) е виден френски и гръцки анархист, революционер и юрист, по произход от Македония.

## Биография
Аржириадес е роден в 1849 година в заможно семейство в град Костур (Кастория), тогава в Османската империя, днес в Гърция. Учи в Цариград, а в 1870 година се мести в Париж, за да учи право, където влиза в революционни среди. По време на Парижката комуна е член на Централния въстанически комитет. След разгрома на комуната Аржириадес оцелява от масовите екзекуции и участва в множество съдебни процеси срещу социалисти и интелектуалци с радикални идеи, защитавайки подсъдимите и спечелвайки си слава на блестящ адвокат и пионер социалист.
Аржириадес пише теоретични изследвания, които се публикуват в анархистки вестници – в излизалия в Пиргос „Неон Фос“ пише в 1899 година, а в атинския „Сосиалисти“ на Ставрос Калергис от 1893 до 1899 година. Включва се в социалистическото движение в Гърция и помага на много гръцки социалисти с пари и международните си контакти. От 1881 до смъртта си в 1901 година издава „Кестион Сосиал“ (Социалният въпрос), преминенуван по-късно на „Алманах на социалния въпрос“, който изследва анархистки и комунистически идеи, както и революционните движения от изминалите два века. Става член на Социалистическата революционна партия на Франция.
Умира на 19 ноември 1901 година в Париж и е погребан в гробището за политици.

## Възгледи по Македонския въпрос
В „Алманах на социалния въпрос“ за 1896 година Аржириадес развива възгледите си по Македонския въпрос. Макар и македонски грък, той е против подялба на областта и защитава идеята за независимост на Македония, децентрализация и пълна автономност на общините, така че в тях на практика да се налага езикът на основната националност – гръцка, българска, сръбска, албанска, румънска.
| „ | Македония трябва да има около два милиона и петстотин хиляди жители – не се знае точно, тъй като турците никога не са проявили любопитството да проведат преброяване – говорещи гръцки, български, сръбски, албански, румънски и т.н. Както се вижда, тази страна е съставена от различни националности. Не се знае точно дали гръцкият или българският елемент преобладава числено – тъй като сърбите и румънците са по-назад. Във всички случаи никой самостоятелно не надхвърля по брой общия брой на трите други. Халкидическият полуостров, частта към Тесалия, както и цялото средиземноморско крайбрежие е обитавано от гърците. Сегашната столица Солун е гръцки град, както и, впрочем, голям брой от градовете във вътрешността на страната. Такива са Аласона, Козани, Сятиста, Верия, Кесария, Кастория, Калиари, Неауста, Серес, Меленик и т.н., и т.н. На север преобладават българският и сръбският елемент. Румънските селища са разпръснати по високите плата на планините и контролират клисурите и проходите. Но румънският елемент е по-малочислен. Тук трябва да се отбележи нещо, което е много важно от гледна точка на решаването на Македонския въпрос – че всички тези различни елементи са размесени в цялата страна и не може да се каже, че дадена провинция изцяло е обитавана от само един от тези елементи. Националностите са размесени една в друга във всички провинции, откъдето и невъзможността за разделяне на македонските провинции и фаталното потискане на останалите елементи, ако една от малките държави, които си я оспорват, Гърция, България или Сърбия, придобие цялата страна, изключвайки останалите. Тези разсъждения ни карат да заключим, че малките гръцка, българска и сръбска държави си оспорват притежанието на Македония, изтъквайки всякакви видове шовинистични и исторически основания, измислени в подкрепа на техните интереси, без да си дават сметка, че ако трябва да се изхожда от исторически основания, по-скоро Македония е тази, която би имала правото да притежава всички страни, които се стремят към нейното поглъщате, тъй като самата тя някога ги е завладявала и притежавала. Но тези аргументи, каквито и да са, са остарели и абсурдни за съвременното състояние на нашите идеи. Това, което трябва да се търси в този въпрос, е начинът, да се удовлетвори македонското население от всички националности. Или това решение не се намира нито в разделянето на Македония, нещо, което би било жалко за една такава страна, нито в нейното притежание от една от държавите, които я желаят, нещо, което би било несправедливо, а в нейната пълна независимост и нейната абсолютна автономия, с едно федерално управление на нейните провинции и най-абсолютна децентрализация и общинска автономия, така че общините да могат да действат по свое усмотрение по отношение на образованието и на езика, който биха искали да използват в училищата... Последното въстаническо движение беше организирано в България и в неин интерес. Въпреки това някои водачи на въстанието целяха с този опит независимостта и автономията на Македония. Македонците не могат да не бъдат признателни на тези, които им помагат да се освободят. Но не трябва подкрепата на техните гръцки, български или сръбски братя да им струва едно ново потисничество, било то гръцко, българско или сръбско. Българите, след тяхното освобождение от турското иго, не харесаха начина на действие на Русия, която се готвеше да превърне България в руска провинция. По същия начин македонците не желаят тези ласки, които могат да ги задушат, те искат да останат македонци без друг епитет, запазвайки за себе си своята красива Македония, давайки ѝ – след освобождението от турско иго – институции, съответстващи на политическия и социален прогрес на нашето време и подготвяйки я по този начин по-бързо за общото побратимяване на народите, вместо да я оставят като една ябълка на раздора, на омразата и на разделението между народи, чиито интереси за съхранение и прогрес изискват съгласие, любов и единение. | “ |